# Campionat del Món d'atletisme de 2009 - Heptatló
L'heptatló al Campionat del Món d'atletisme de 2009 va tenir lloc a l'estadi Olímpic de Berlín els dies 16 i 17 d'agost. A la competició hi van faltar un gran nombre de grans heptatletes, com l'actual campiona Carolina Klüft i la medallista de bronze de 2007 Kelly Sotherton, ambdues lesionades, i la medallista d'argent olímpica Hyleas Fountain, la qual no es va poder classificar en els campionats nacionals.
Nataliya Dobrynska, la campiona olímpica de 2008, era la gran favorita de la prova, mentre que la britànica Jessica Ennis tenia la millor marca mundial de l'any. Tatyana Chernova, les ucraïneses Hanna Melnychenko i Lyudmyla Yosypenko, i les alemanyes Jennifer Oeser i Lilli Schwarzkopf també estaven entre les possibles medallistes.
Després del primer dia, Ennis tenia un avantatge considerable (més de tres-cents punts sobre Dobrynska), després de guanyar tres de les quatre proves. La marca del primer dia d'Ennis de 4124 punts era la tercera més alta d'un primer dia en la història de l'heptatló, per darrere de Kluft i la posseïdora del rècord mundial Jackie Joyner-Kersee. El segon dia Linda Züblin va batre el rècord del seu país en llançament de javelina, cosa estranya en un heptatló. Ennis va mantenir el seu lideratge amb bones marques a salt de llargada i llançament de javelina (les seves proves més fluixes) i va guanyar la prova final de 800 metres. La campiona olímpica Dobrynska va caure fins a la quarta posició en el segon dia, mentre que Jennifer Oeser va batre el seu rècord personal per guanyar la medalla d'argent i Kamila Chudzik va guanyar la de bronze, la primera medalla de Polònia a un heptatló.

## Medallistes
| Or                         | Argent                    | Bronze                   |
| Jessica Ennis · Regne Unit | Jennifer Oeser · Alemanya | Kamila Chudzik · Polònia |

## Rècords
| Rècord del món         | Jackie Joyner-Kersee (USA) | 7291 | Seül, Corea del Sud         | 24 de setembre de 1988 |
| Rècord del Campionat   | Jackie Joyner-Kersee (USA) | 7128 | Roma, Itàlia                | 1 de setembre de 1987  |
| Marca mundial de l'any | Jessica Ennis (GBR)        | 6587 | Desenzano del Garda, Itàlia | 10 de maig de 2009     |
| Rècord d'Àfrica        | Margaret Simpson (GHA)     | 6423 | Götzis, Àustria             | 29 de maig de 2005     |
| Rècord d'Àsia          | Ghada Shouaa (SYR)         | 6942 | Götzis, Àustria             | 26 de maig de 1996     |
| Rècord de Nord-amèrica | Jackie Joyner-Kersee (USA) | 7291 | Seül, Corea del Sud         | 24 de setembre de 1988 |
| Rècord de Sud-amèrica  | Lucimara da Silva (BRA)    | 6076 | Pequín, Xina                | 16 d'agost de 2008     |
| Rècord d'Europa        | Carolina Klüft (SWE)       | 7032 | Osaka, Japó                 | 26 d'agost de 2007     |
| Rècord d'Oceania       | Jane Flemming (AUS)        | 6695 | Auckland, Nova Zelanda      | 28 de gener de 1990    |

## Marques per classificar-se
| Mínima A | Mínima B |
| -------- | -------- |
| 6100 pts | 5900 pts |

## Agenda
| Data               | Temps | Ronda                  |
| ------------------ | ----- | ---------------------- |
| 15 d'agost de 2009 | 10:10 | 100 metres tanques     |
| 15 d'agost de 2009 | 11:20 | Salt d'alçada          |
| 15 d'agost de 2009 | 18:20 | Llançament de pes      |
| 15 d'agost de 2009 | 21:10 | 200 metres             |
| 16 d'agost de 2009 | 11:35 | Salta de llargada      |
| 16 d'agost de 2009 | 18:05 | Llançament de javelina |
| 16 d'agost de 2009 | 20:50 | 800 metres             |
| 16 d'agost de 2009 | 20:50 | Resultats finals       |

## Resultats

### 100 metres tanques
| Pos. | Sèrie | Nom                        | Nacionalitat                    | Temps | Punts | Notes |
| ---- | ----- | -------------------------- | ------------------------------- | ----- | ----- | ----- |
| 1    | 1     | Jessica Ennis              | Regne Unit                      | 12.93 | 1135  |       |
| 2    | 4     | Ida Antoinette Nana Djimou | França                          | 13.44 | 1059  | PB    |
| 3    | 1     | Sara Aerts                 | Bèlgica                         | 13.45 | 1058  |       |
| 4    | 1     | Kamila Chudzik             | Polònia                         | 13.50 | 1050  | SB    |
| 4    | 1     | Diana Pickler              | Estats Units                    | 13.50 | 1050  |       |
| 6    | 4     | Tatyana Chernova           | Rússia                          | 13.58 | 1039  | SB    |
| 7    | 1     | Hanna Melnychenko          | Ucraïna                         | 13.60 | 1036  |       |
| 7    | 3     | Louise Hazel               | Regne Unit                      | 13.60 | 1036  | SB    |
| 9    | 1     | Jennifer Oeser             | Alemanya                        | 13.62 | 1033  |       |
| 10   | 4     | Lyudmyla Yosypenko         | Ucraïna                         | 13.64 | 1030  | PB    |
| 11   | 1     | Yvonne Wisse               | Països Baixos                   | 13.66 | 1027  | SB    |
| 12   | 3     | Karolina Tymińska          | Polònia                         | 13.67 | 1026  | SB    |
| 13   | 4     | Brianne Theisen            | Canadà                          | 13.69 | 1023  | PB    |
| 14   | 4     | Linda Züblin               | Civil Ensign of Switzerland.svg | 13.75 | 1014  | SB    |
| 15   | 1     | Aiga Grabuste              | Letònia                         | 13.78 | 1010  |       |
| 15   | 4     | Marisa De Aniceto          | França                          | 13.78 | 1010  |       |
| 17   | 2     | Bettie Wade                | Estats Units                    | 13.79 | 1008  | PB    |
| 18   | 2     | Lilli Schwarzkopf          | Alemanya                        | 13.80 | 1007  | SB    |
| 19   | 2     | Nataliya Dobrynska         | Ucraïna                         | 13.85 | 1000  | SB    |
| 20   | 2     | Sharon Day                 | Estats Units                    | 13.90 | 993   |       |
| 21   | 3     | Jessica Samuelsson         | Suècia                          | 13.96 | 984   | SB    |
| 22   | 2     | Kaie Kand                  | Estònia                         | 13.99 | 980   |       |
| 23   | 2     | Aryiro Strataki            | Grècia                          | 14.17 | 954   |       |
| 24   | 4     | Yuliya Tarasova            | Uzbekistan                      | 14.23 | 946   |       |
| 25   | 3     | Julia Mächtig              | Alemanya                        | 14.40 | 923   |       |
| 25   | 3     | Nadja Casadei              | Suècia                          | 14.40 | 923   |       |
| 27   | 3     | Ida Marcussen              | Noruega                         | 14.51 | 907   |       |
| 28   | 2     | Sushmitha Singha Roy       | Índia                           | 14.55 | 902   |       |
| 29   | 3     | Eliška Klučinová           | Txèquia                         | 14.89 | 856   |       |

AR Rècord del continent | CR Rècord del campionat | NR Rècord nacional | OR Rècord olímpic | PB/PR Millor marca personal/Rècord personal 
 SB Millor marca personal de la temporada | WL Millor marca mundial de l'any | WR Rècord del món

### Salt d'alçada
| Pos. | Grup | Nom                        | Nacionalitat                    | Resultat | Punts | Notes |
| ---- | ---- | -------------------------- | ------------------------------- | -------- | ----- | ----- |
| 1    | B    | Jessica Ennis              | Regne Unit                      | 1.92     | 1132  | SB    |
| 2    | B    | Sharon Day                 | Estats Units                    | 1.89     | 1093  |       |
| 3    | B    | Lyudmyla Yosypenko         | Ucraïna                         | 1.86     | 1054  |       |
| 4    | B    | Julia Mächtig              | Alemanya                        | 1.83     | 1016  | PB    |
| 4    | B    | Hanna Melnychenko          | Ucraïna                         | 1.83     | 1016  |       |
| 6    | B    | Nataliya Dobrynska         | Ucraïna                         | 1.83     | 1016  | SB    |
| 7    | B    | Jennifer Oeser             | Alemanya                        | 1.83     | 1016  | SB    |
| 8    | B    | Bettie Wade                | Estats Units                    | 1.80     | 978   |       |
| 9    | B    | Marisa De Aniceto          | França                          | 1.77     | 941   |       |
| 10   | B    | Diana Pickler              | Estats Units                    | 1.77     | 941   |       |
| 10   | A    | Ida Antoinette Nana Djimou | França                          | 1.77     | 941   | SB    |
| 10   | A    | Brianne Theisen            | Canadà                          | 1.77     | 941   | PB    |
| 13   | A    | Kamila Chudzik             | Polònia                         | 1.74     | 903   |       |
| 14   | B    | Lilli Schwarzkopf          | Alemanya                        | 1.74     | 903   |       |
| 15   | B    | Tatyana Chernova           | Rússia                          | 1.74     | 903   |       |
| 16   | B    | Eliška Klučinová           | Txèquia                         | 1.71     | 867   |       |
| 16   | A    | Kaie Kand                  | Estònia                         | 1.71     | 867   |       |
| 18   | B    | Aiga Grabuste              | Letònia                         | 1.71     | 867   |       |
| 18   | A    | Louise Hazel               | Regne Unit                      | 1.71     | 867   | PB    |
| 20   | A    | Karolina Tymińska          | Polònia                         | 1.71     | 867   |       |
| 21   | A    | Aryiro Strataki            | Grècia                          | 1.71     | 867   |       |
| 22   | A    | Yvonne Wisse               | Països Baixos                   | 1.68     | 830   |       |
| 22   | A    | Nadja Casadei              | Suècia                          | 1.68     | 830   |       |
| 22   | A    | Jessica Samuelsson         | Suècia                          | 1.68     | 830   |       |
| 25   | B    | Sara Aerts                 | Bèlgica                         | 1.68     | 830   |       |
| 26   | A    | Yuliya Tarasova            | Uzbekistan                      | 1.68     | 830   |       |
| 27   | A    | Ida Marcussen              | Noruega                         | 1.65     | 795   |       |
| 28   | A    | Sushmitha Singha Roy       | Índia                           | 1.62     | 759   |       |
| 29   | A    | Linda Züblin               | Civil Ensign of Switzerland.svg | 1.62     | 759   |       |

AR Rècord del continent | CR Rècord del campionat | NR Rècord nacional | OR Rècord olímpic | PB/PR Millor marca personal/Rècord personal 
 SB Millor marca personal de la temporada | WL Millor marca mundial de l'any | WR Rècord del món

### Llançament de pes
| Pos. | Grup | Nom                        | Nacionalitat                    | Resultat | Punts | Notes |
| ---- | ---- | -------------------------- | ------------------------------- | -------- | ----- | ----- |
| 1    | B    | Nataliya Dobrynska         | Ucraïna                         | 15.82    | 916   | SB    |
| 2    | B    | Julia Mächtig              | Alemanya                        | 15.21    | 875   |       |
| 3    | B    | Kamila Chudzik             | Polònia                         | 15.10    | 868   | PB    |
| 4    | B    | Jennifer Oeser             | Alemanya                        | 14.29    | 813   | PB    |
| 5    | B    | Jessica Ennis              | Regne Unit                      | 14.14    | 803   | PB    |
| 6    | B    | Ida Antoinette Nana Djimou | França                          | 14.04    | 797   |       |
| 7    | B    | Karolina Tymińska          | Polònia                         | 13.75    | 777   |       |
| 8    | A    | Hanna Melnychenko          | Ucraïna                         | 13.70    | 774   | SB    |
| 9    | B    | Jessica Samuelsson         | Suècia                          | 13.56    | 765   |       |
| 10   | B    | Lilli Schwarzkopf          | Alemanya                        | 13.43    | 756   |       |
| 11   | A    | Sharon Day                 | Estats Units                    | 13.42    | 755   | PB    |
| 12   | A    | Eliška Klučinová           | Txèquia                         | 13.40    | 754   |       |
| 13   | B    | Aiga Grabuste              | Letònia                         | 13.26    | 745   |       |
| 14   | A    | Linda Züblin               | Civil Ensign of Switzerland.svg | 13.16    | 738   | PB    |
| 15   | A    | Lyudmyla Yosypenko         | Ucraïna                         | 13.01    | 728   |       |
| 16   | A    | Aryiro Strataki            | Grècia                          | 12.93    | 723   |       |
| 17   | B    | Yuliya Tarasova            | Uzbekistan                      | 12.92    | 722   |       |
| 18   | B    | Nadja Casadei              | Suècia                          | 12.92    | 722   |       |
| 19   | A    | Kaie Kand                  | Estònia                         | 12.83    | 716   |       |
| 20   | A    | Ida Marcussen              | Noruega                         | 12.71    | 708   |       |
| 21   | B    | Yvonne Wisse               | Països Baixos                   | 12.53    | 696   |       |
| 22   | A    | Tatyana Chernova           | Rússia                          | 12.43    | 690   |       |
| 23   | B    | Diana Pickler              | Estats Units                    | 12.40    | 688   |       |
| 24   | A    | Marisa De Aniceto          | França                          | 12.21    | 675   |       |
| 25   | A    | Louise Hazel               | Regne Unit                      | 11.62    | 636   |       |
| 26   | A    | Sushmitha Singha Roy       | Índia                           | 11.15    | 605   |       |
| 27   | A    | Brianne Theisen            | Canadà                          | 11.07    | 600   |       |
|      | B    | Bettie Wade                | Estats Units                    | NM       |       |       |
|      | A    | Sara Aerts                 | Bèlgica                         | DNS      |       |       |

AR Rècord del continent | CR Rècord del campionat | NR Rècord nacional | OR Rècord olímpic | PB/PR Millor marca personal/Rècord personal 
 SB Millor marca personal de la temporada | WL Millor marca mundial de l'any | WR Rècord del món

### 200 metres
| Pos. | Sèrie | Nom                        | Nacionalitat                    | Temps | Punts | Notes |
| ---- | ----- | -------------------------- | ------------------------------- | ----- | ----- | ----- |
| 1    | 1     | Jessica Ennis              | Regne Unit                      | 23.25 | 1054  | SB    |
| 2    | 1     | Lyudmyla Yosypenko         | Ucraïna                         | 23.86 | 994   |       |
| 3    | 1     | Karolina Tymińska          | Polònia                         | 23.87 | 993   |       |
| 4    | 1     | Hanna Melnychenko          | Ucraïna                         | 24.11 | 970   | PB    |
| 5    | 1     | Tatyana Chernova           | Rússia                          | 24.13 | 968   |       |
| 6    | 3     | Louise Hazel               | Regne Unit                      | 24.19 | 963   | SB    |
| 7    | 3     | Jennifer Oeser             | Alemanya                        | 24.30 | 952   | PB    |
| 8    | 3     | Kamila Chudzik             | Polònia                         | 24.33 | 949   | PB    |
| 9    | 3     | Julia Mächtig              | Alemanya                        | 24.39 | 944   | SB    |
| 10   | 3     | Yuliya Tarasova            | Uzbekistan                      | 24.60 | 924   |       |
| 11   | 1     | Brianne Theisen            | Canadà                          | 24.62 | 922   |       |
| 12   | 1     | Jessica Samuelsson         | Suècia                          | 24.71 | 914   |       |
| 13   | 2     | Diana Pickler              | Estats Units                    | 24.75 | 910   | SB    |
| 14   | 1     | Yvonne Wisse               | Països Baixos                   | 24.78 | 907   |       |
| 15   | 4     | Ida Antoinette Nana Djimou | França                          | 24.83 | 902   | SB    |
| 16   | 2     | Nadja Casadei              | Suècia                          | 24.92 | 894   | PB    |
| 17   | 4     | Bettie Wade                | Estats Units                    | 24.98 | 889   | SB    |
| 18   | 3     | Nataliya Dobrynska         | Ucraïna                         | 25.02 | 885   |       |
| 19   | 3     | Linda Züblin               | Civil Ensign of Switzerland.svg | 25.04 | 883   |       |
| 20   | 4     | Sharon Day                 | Estats Units                    | 25.15 | 873   |       |
| 21   | 2     | Marisa De Aniceto          | França                          | 25.32 | 858   |       |
| 22   | 4     | Aiga Grabuste              | Letònia                         | 25.49 | 842   |       |
| 23   | 2     | Ida Marcussen              | Noruega                         | 25.59 | 833   |       |
| 24   | 4     | Sushmitha Singha Roy       | Índia                           | 25.65 | 828   |       |
| 25   | 2     | Aryiro Strataki            | Grècia                          | 25.93 | 803   |       |
| 26   | 2     | Kaie Kand                  | Estònia                         | 26.07 | 791   |       |
| 27   | 4     | Eliška Klučinová           | Txèquia                         | 26.17 | 782   |       |
|      | 2     | Lilli Schwarzkopf          | Alemanya                        | DNS   |       |       |
|      | 4     | Sara Aerts                 | Bèlgica                         | DNS   |       |       |

AR Rècord del continent | CR Rècord del campionat | NR Rècord nacional | OR Rècord olímpic | PB/PR Millor marca personal/Rècord personal 
 SB Millor marca personal de la temporada | WL Millor marca mundial de l'any | WR Rècord del món

### Salt de llargada
| Pos. | Grup | Nom                        | Nacionalitat                    | Resultat | Punts | Notes |
| ---- | ---- | -------------------------- | ------------------------------- | -------- | ----- | ----- |
| 1    | B    | Kamila Chudzik             | Polònia                         | 6.55     | 1023  | PB    |
| 2    | B    | Tatyana Chernova           | Rússia                          | 6.50     | 1007  | SB    |
| 3    | B    | Hanna Melnychenko          | Ucraïna                         | 6.43     | 985   | PB    |
| 4    | B    | Jennifer Oeser             | Alemanya                        | 6.42     | 981   |       |
| 5    | B    | Nataliya Dobrynska         | Ucraïna                         | 6.41     | 978   |       |
| 6    | A    | Aiga Grabuste              | Letònia                         | 6.40     | 975   | SB    |
| 7    | B    | Julia Mächtig              | Alemanya                        | 6.36     | 962   |       |
| 8    | A    | Ida Antoinette Nana Djimou | França                          | 6.32     | 949   | SB    |
| 9    | B    | Jessica Ennis              | Regne Unit                      | 6.29     | 940   |       |
| 10   | B    | Diana Pickler              | Estats Units                    | 6.24     | 924   | SB    |
| 11   | B    | Yuliya Tarasova            | Uzbekistan                      | 6.23     | 921   |       |
| 12   | B    | Lyudmyla Yosypenko         | Ucraïna                         | 6.20     | 912   |       |
| 13   | B    | Bettie Wade                | Estats Units                    | 6.18     | 905   |       |
| 14   | B    | Louise Hazel               | Regne Unit                      | 6.13     | 890   |       |
| 15   | A    | Kaie Kand                  | Estònia                         | 5.99     | 846   | SB    |
| 16   | A    | Marisa De Aniceto          | França                          | 5.97     | 840   |       |
| 17   | A    | Jessica Samuelsson         | Suècia                          | 5.90     | 819   |       |
| 18   | A    | Aryiro Strataki            | Grècia                          | 5.87     | 810   |       |
| 19   | B    | Yvonne Wisse               | Països Baixos                   | 5.87     | 810   |       |
| 20   | A    | Brianne Theisen            | Canadà                          | 5.82     | 795   |       |
| 21   | B    | Nadja Casadei              | Suècia                          | 5.78     | 783   |       |
| 21   | A    | Eliška Klučinová           | Txèquia                         | 5.78     | 783   |       |
| 23   | A    | Sharon Day                 | Estats Units                    | 5.69     | 756   |       |
| 24   | A    | Linda Züblin               | Civil Ensign of Switzerland.svg | 5.69     | 756   |       |
| 25   | A    | Sushmitha Singha Roy       | Índia                           | 5.43     | 680   |       |
|      | A    | Ida Marcussen              | Noruega                         | NM       |       |       |
|      | B    | Karolina Tymińska          | Polònia                         | DNS      |       |       |
|      | B    | Lilli Schwarzkopf          | Alemanya                        | DNS      |       |       |
|      | A    | Sara Aerts                 | Bèlgica                         | DNS      |       |       |

AR Rècord del continent | CR Rècord del campionat | NR Rècord nacional | OR Rècord olímpic | PB/PR Millor marca personal/Rècord personal 
 SB Millor marca personal de la temporada | WL Millor marca mundial de l'any | WR Rècord del món

### Llançament de javelina
| Pos. | Grup | Nom                        | Nacionalitat                    | Resultat | Pounts | Notes |
| ---- | ---- | -------------------------- | ------------------------------- | -------- | ------ | ----- |
| 1    | A    | Linda Züblin               | Civil Ensign of Switzerland.svg | 53.01    | 919    | NR    |
| 2    | A    | Ida Marcussen              | Noruega                         | 50.02    | 861    |       |
| 3    | A    | Kamila Chudzik             | Polònia                         | 48.72    | 835    |       |
| 4    | A    | Marisa De Aniceto          | França                          | 48.39    | 829    | PB    |
| 5    | A    | Ida Antoinette Nana Djimou | França                          | 47.93    | 820    |       |
| 6    | A    | Lyudmyla Yosypenko         | Ucraïna                         | 46.87    | 800    |       |
| 7    | B    | Jennifer Oeser             | Alemanya                        | 46.70    | 796    | SB    |
| 8    | B    | Sharon Day                 | Estats Units                    | 44.14    | 747    | PB    |
| 9    | A    | Brianne Theisen            | Canadà                          | 43.84    | 741    |       |
| 10   | A    | Jessica Ennis              | Regne Unit                      | 43.54    | 735    |       |
| 11   | A    | Aiga Grabuste              | Letònia                         | 43.52    | 735    |       |
| 12   | B    | Louise Hazel               | Regne Unit                      | 43.51    | 735    |       |
| 13   | A    | Nataliya Dobrynska         | Ucraïna                         | 43.29    | 731    |       |
| 14   | B    | Aryiro Strataki            | Grècia                          | 42.87    | 722    |       |
| 15   | A    | Hanna Melnychenko          | Ucraïna                         | 42.24    | 710    |       |
| 16   | A    | Tatyana Chernova           | Rússia                          | 41.88    | 703    |       |
| 17   | A    | Eliška Klučinová           | Txèquia                         | 41.19    | 690    |       |
| 18   | B    | Diana Pickler              | Estats Units                    | 41.13    | 689    |       |
| 19   | B    | Yuliya Tarasova            | Uzbekistan                      | 40.88    | 684    |       |
| 20   | A    | Julia Mächtig              | Alemanya                        | 40.70    | 681    |       |
| 21   | B    | Kaie Kand                  | Estònia                         | 37.68    | 623    |       |
| 22   | B    | Jessica Samuelsson         | Suècia                          | 37.15    | 613    | SB    |
| 23   | B    | Bettie Wade                | Estats Units                    | 36.70    | 604    | PB    |
| 24   | B    | Sushmitha Singha Roy       | Índia                           | 36.03    | 591    |       |
| 25   | B    | Yvonne Wisse               | Països Baixos                   | 33.82    | 549    |       |
| 26   | B    | Nadja Casadei              | Suècia                          | 32.30    | 520    |       |
|      | A    | Lilli Schwarzkopf          | Alemanya                        | DNS      |        |       |
|      | B    | Sara Aerts                 | Bèlgica                         | DNS      |        |       |
|      | B    | Karolina Tymińska          | Polònia                         | DNS      |        |       |

AR Rècord del continent | CR Rècord del campionat | NR Rècord nacional | OR Rècord olímpic | PB/PR Millor marca personal/Rècord personal 
 SB Millor marca personal de la temporada | WL Millor marca mundial de l'any | WR Rècord del món

### 800 metres
| Pos. | Sèrie | Nom                        | Nacionalitat                    | Temps   | Punts | Notes |
| ---- | ----- | -------------------------- | ------------------------------- | ------- | ----- | ----- |
| 1    | 3     | Tatyana Chernova           | Rússia                          | 2:09.11 | 978   | SB    |
| 2    | 2     | Jessica Samuelsson         | Suècia                          | 2:10.34 | 960   |       |
| 3    | 2     | Kaie Kand                  | Estònia                         | 2:11.92 | 937   |       |
| 4    | 4     | Jessica Ennis              | Regne Unit                      | 2:12.22 | 932   |       |
| 5    | 2     | Brianne Theisen            | Canadà                          | 2:12.62 | 927   | PB    |
| 6    | 1     | Nadja Casadei              | Suècia                          | 2:12.66 | 926   |       |
| 7    | 4     | Hanna Melnychenko          | Ucraïna                         | 2:12.85 | 923   | PB    |
| 8    | 4     | Natallia Dobrynska         | Ucraïna                         | 2:13.22 | 918   |       |
| 9    | 1     | Ida Marcussen              | Noruega                         | 2:13.81 | 910   |       |
| 10   | 3     | Sharon Day                 | Estats Units                    | 2:13.84 | 909   |       |
| 11   | 4     | Jennifer Oeser             | Alemanya                        | 2:14.34 | 902   |       |
| 12   | 4     | Lyudmyla Yosypenko         | Ucraïna                         | 2:14.64 | 898   | SB    |
| 13   | 3     | Marisa De Aniceto          | França                          | 2:14.80 | 896   |       |
| 14   | 1     | Yvonne Wisse               | Països Baixos                   | 2:15.58 | 885   |       |
| 15   | 3     | Diana Pickler              | Estats Units                    | 2:15.60 | 884   | PB    |
| 16   | 3     | Louise Hazel               | Regne Unit                      | 2:15.85 | 881   | PB    |
| 17   | 2     | Aryiró Stratáki            | Grècia                          | 2:16.72 | 869   |       |
| 18   | 2     | Linda Züblin               | Civil Ensign of Switzerland.svg | 2:17.01 | 865   |       |
| 19   | 4     | Julia Mächtig              | Alemanya                        | 2:17.07 | 864   |       |
| 20   | 3     | Aiga Grabuste              | Letònia                         | 2:17.43 | 859   | SB    |
| 21   | 4     | Ida Antoinette Nana Djimou | França                          | 2:17.72 | 855   | SB    |
| 22   | 4     | Kamila Chudzik             | Polònia                         | 2:18.58 | 843   |       |
| 23   | 1     | Eliška Klučinová           | Txèquia                         | 2:23.79 | 773   |       |
| 24   | 1     | Bettie Wade                | Estats Units                    | 2:25.50 | 750   |       |
| 25   | 2     | Yuliya Tarasova            | Uzbekistan                      | 2:35.05 | 631   |       |
| 26   | 1     | Sushmitha Singha Roy       | Índia                           | 2:36.13 | 618   |       |

AR Rècord del continent | CR Rècord del campionat | NR Rècord nacional | OR Rècord olímpic | PB/PR Millor marca personal/Rècord personal 
 SB Millor marca personal de la temporada | WL Millor marca mundial de l'any | WR Rècord del món

### Resultats finals
| Pos.              | Atleta                     | País                            | Punts | Notes |
| ----------------- | -------------------------- | ------------------------------- | ----- | ----- |
| Medalla d'or      | Jessica Ennis              | Regne Unit                      | 6731  | WL    |
| Medalla de plata  | Jennifer Oeser             | Alemanya                        | 6493  | PB    |
| Medalla de bronze | Kamila Chudzik             | Polònia                         | 6471  | SB    |
| 4                 | Nataliya Dobrynska         | Ucraïna                         | 6444  |       |
| 5                 | Lyudmyla Yosypenko         | Ucraïna                         | 6416  | PB    |
| 6                 | Hanna Melnychenko          | Ucraïna                         | 6414  |       |
| 7                 | Ida Antoinette Nana Djimou | França                          | 6323  | PB    |
| 8                 | Tatyana Chernova           | Rússia                          | 6288  |       |
| 9                 | Julia Mächtig              | Alemanya                        | 6265  |       |
| 10                | Sharon Day                 | Estats Units                    | 6126  |       |
| 11                | Diana Pickler              | Estats Units                    | 6086  |       |
| 12                | Marisa De Aniceto          | França                          | 6049  |       |
| 13                | Aiga Grabuste              | Letònia                         | 6033  |       |
| 14                | Louise Hazel               | Regne Unit                      | 6008  |       |
| 15                | Brianne Theisen            | Canadà                          | 5949  |       |
| 16                | Linda Züblin               | Civil Ensign of Switzerland.svg | 5934  |       |
| 17                | Jessica Samuelsson         | Suècia                          | 5885  |       |
| 18                | Kaie Kand                  | Estònia                         | 5760  |       |
| 19                | Aryiró Stratáki            | Grècia                          | 5748  |       |
| 20                | Yvonne Wisse               | Països Baixos                   | 5704  |       |
| 21                | Yuliya Tarasova            | Uzbekistan                      | 5658  |       |
| 22                | Nadja Casadei              | Suècia                          | 5598  |       |
| 23                | Eliška Klučinová           | Txèquia                         | 5505  |       |
| 24                | Bettie Wade                | Estats Units                    | 5134  |       |
| 25                | Ida Marcussen              | Noruega                         | 5014  |       |
| 26                | Sushmitha Singha Roy       | Índia                           | 4983  |       |
|                   | Karolina Tyminska          | Polònia                         |       | DNF   |
|                   | Sara Aerts                 | Bèlgica                         |       | DNF   |
|                   | Lilli Schwarzkopf          | Alemanya                        |       | DNF   |

AR Rècord del continent | CR Rècord del campionat | NR Rècord nacional | OR Rècord olímpic | PB/PR Millor marca personal/Rècord personal 
 SB Millor marca personal de la temporada | WL Millor marca mundial de l'any | WR Rècord del món

## Refereències
General
- Resultats de l'heptatló Arxivat 2009-08-18 a Wayback Machine.. IAAF

Específic
1. ↑  Jalaka, Mirko (9-8-2009). Heptatló - PREVIEW Arxivat 2009-09-16 a Wayback Machine.. IAAF
2. ↑  Butcher, Pat (15-8-2009). Berlin 2009 - Dia 1 WRAP - 15 Ago Arxivat 2009-09-09 a Wayback Machine.. IAAF
3. ↑  Ennis closes in on heptathlon win . BBC Sport (15-8-2009). (anglès)
4. ↑  Jalava, Mirko (16-8-2009). Informe de la prova - Heptatló - Llançament de javelina Arxivat 2012-03-25 a Wayback Machine.. IAAF
5. ↑  Jalava, Mirko (16-8-2009).Informe de la prova - 800 metres femenins - Heptatló Arxivat 2012-03-25 a Wayback Machine.. IAAF
6. ↑  Brown, Matthew (17-8-2009). Ennis' PB Put puts her to gold in Berlin Arxivat 2009-08-20 a Wayback Machine.. IAAF. (anglès)